# Списак бактерија отпорних на антибиотике
Списак бактерија отпорних на антибиотике  или списак бактерије које показују антимикробну резистенцију дат у наставку наводи бактерије које су показале отпорност на антибиотике.

## Њу Делхи метало-бета-лактамаза
Њу Делхи метало-бета-лактамаза (НДМ-1) је новооткривени ензим који бактерије чини отпорним на велики број бета-лактамских антибиотике. НДМ-1 је први пут откривен у изолату  Klebsiella pneumoniae  код шведског пацијента индијског порекла 2008. године. Тада је утврђено да потиче из Индије у којој је откривена у индијским болницама, као болничке инфекција која је у порасту што је чини изузетно опасним.  Мапирање узорака из канализације и водовода који су били позитивни на НДМ-1 указало је  на распрострањену инфекцију у Њу Делхију још 2011. године.  Касније је откривен у бактеријама у Пакистану, Уједињеном Краљевству, Сједињеним Америчким  Државама, Канади и Јапану.
У ову групу спадају и карбапенемски антибиотици који су досад коришћени у терапији најтежих резистентних инфекција. Ген који кодира овај ензим припада великој генској фамилији одговорној за кодирање ензима бета-лактамазе који се зове карбапенемаза. Мас-медији називају бактерије за које су везани ови гени супербактеријама јер се инфекције које оне изазивају врло тешко лече. Агенција за јавно здравље Уједињеног Краљевства саопштила је како је већина изолованих бактерија са НДМ-1 ензимом била отпорна на све стандардне интравенске антибиотике коришћене за лечење тешких инфекција.

## Грам позитивне бактерије

### Clostridium difficile
Clostridium difficile је болнички патоген који изазива дијареју широм света. Дијареја коју изазвана Clostridium difficile може бити опасна по живот. Инфекције су најчешће код људи који су недавно били на медицинском и/или антибиотском третману. Инфекције Clostridium difficileсе обично се јављају током хоспитализације.
Према извештају Центар за превенцију болести и истраживање (ЦДЦ) из 2015. године, Clostridium difficile је изазвао скоро 500.000 инфекција у Сједињеним Америчким Државама током периода од годину дана. Процењује се да је са овим инфекцијама умрло 15.000 људи. ЦДЦ процењује да су трошкови инфекције Clostridium difficile, преа процени, могли износити 3,8 милијарди долара у периоду од 5 година.
Запаљење дебелог црева  (колитис) који изазива Clostridium difficile  најјалешће је повезан са флуорокинолонима, цефалоспоринима, карбапенемима и клиндамицином.
Нека истраживања сугеришу да прекомерна употреба антибиотика у узгоју стоке доприноси избијању бактеријских инфекција као што је Clostridium difficile.
Антибиотици, посебно они са широким спектром активности (као што је клиндамицин) ремете нормалну цревну флору. Ово може довести до прекомерног раста Clostridium difficile, који се умножава у овим условима. Умножавање Clostridium difficile доводи до појаве псеудомембранозног колитиса генерализоване упалр дебелог црева са развојем „псеудомембране“, вискозне колекције инфламаторних ћелија, фибрина и некротичних ћелија.
Clostridium difficile отпорна на клиндамицин је пријављена као узрочник великих епидемија дијареје у болницама у Њујорку, Аризони, Флориди и Масачусетсу између 1989. и 1992. године. Географски распрострањене епидемије сојева Clostridium difficile отпорних на флуорокинолонске антибиотике, као што су ципрофлоксацин и левофлоксацин, такође су пријављене у Северној Америци 2005. године.

### Enterococcus
Мултирезистентни Enterococcus faecalis и Enterococcus faecium повезани су са болничким инфекцијама. Ови сојеви укључују: Enterococcus, отпоран на пеницилин и  ванкомицин и и Enterococcus отпоран на линезолид.

### Mycobacterium tuberculosis
Туберкулоза (ТБ) отпорна на на више лекова, глобално узрокује 150.000 смртних случајева годишње. Томе је допринео и пораст епидемија ХИВ/АИДС-а. Mycobacterium tuberculosis је изузетно преносив патоген, што значајно доприноси њеном веома високом нивоу вируленције.
Mycobacterium tuberculosis  је патоген који је еволуирао да би осигурао своју постојаност у људској популацији. Ово се види у томе да Mycobacterium tuberculosis мора изазвати плућну болест да би се успешно пренела са једне особе на другу. Познато је да туберкулоза има једну од највиших стопа смртности међу патогенима у свету. И поред све савременијег начина лечења стопе морталитета нису забележиле значајан пад због све веће резистенције Mycobacterium tuberculosis на одређене антибиотике. 
Туберкулоза се сматрала једном од најчешћих болести у историји медицине и није имала лек све до открића стрептомицина од стране Селмана Ваксмана 1943. године.  Међутим, бактерије су убрзо развиле отпорност. Од тада се користе лекови као што су изониазид и рифампин. Mycobacterium tuberculosis је изузетно преносива, што значајно доприноси њеном веома високом нивоу вируленције и развоју отпорност на лекове спонтаним мутацијама у својим геномима. Ове врсте мутација могу довести до промена генотипа и фенотипа које могу допринети репродуктивном успеху, што доводи до еволуције отпорних бактерија. Отпорност на један лек је уобичајена и због тога се лечење обично ради са више лекова.
Отпорност Mycobacterium tuberculosis изузетноје значајна и постаје све релевантнији клинички изазов,  јер доприноси њеном веома високом нивоу вируленције на изониазид, рифампин и друге уобичајене третмане  Иако недостају докази да ли ове бактерије имају плазмиде, сматра се да она нема прилику да ступи у интеракцију са другим бактеријама како би са њима  поделила плазмиде.

### Mycoplasma genitalium
Mycoplasma genitalium је мала патогена бактерија која живи на цилијарним епителним ћелијама уринарног и гениталног тракта код људи. Још увек је контроверзно да ли се ова бактерија препознаје као полно преносиви патоген. Инфекција Mycoplasma genitalium понекад изазива клиничке симптоме или комбинацију симптома, али понекад може бити асимптоматска. Изазива запаљење уретре (уретритис) и код мушкараца и код жена, што је повезано са слузаво-гнојним секретом у уринарном тракту и печењем током мокрења.
Лечење инфекција Mycoplasma genitalium постаје све теже због брзог развоја резистенције на више лекова, а дијагноза и лечење су додатно отежани чињеницом да се инфекције Mycoplasma genitalium не откривају рутински.
Азитромицин је најчешћи лек прве линије, али његово уобичајено коришћења са једном дозом  од 1 грама може довести до тога да бактерије обично развију отпорност на азитромицин. Алтернативни петодневни третман азитромицином није показао развој антимикробне резистенције.  Ефикасност азитромицина против Mycoplasma genitalium  је значајно смањена, и вероватно је посредована преко СНП у гену 23С рРНА. Сматра се да су исти СНП одговорни за отпорност на јозамицин, који је прописиван у неким земљама.
Моксифлоксацин се може користити као третман друге линије у случају да азитромицин није у стању да искорени инфекцију. Међутим, отпорност на моксифлоксацин је примећена од 2007. године, и сматра се да је последица парЦ СНП-а.
Тетрациклини, укључујући доксициклин, имају ниску клиничку стопу ерадикације инфекција Mycoplasma genitalium. Описано је неколико случајева где су доксициклин, азитромицин и моксифлоксацин били неуспешни, али је пристинамицин и даље био у стању да искорени инфекцију.

## Грам негетивне бактерије

### Campylobacter
Campylobacter изазива дијареју (често крваву), грозницу и грчеве у стомаку. Могу се јавити и озбиљне компликације као што је привремена парализа. Лекари се у  терапији ослањају на ципрофлоксацин и азитромицин за лечење пацијената са тешком болешћу, иако Campylobacter показује отпорност на ове антибиотике.

### Neisseria gonorrhoeae
Neisseria gonorrhoeae полно је преносив патоген који узрокује гонореју, полно преносиву болест која може довести до појаве исцедка због упале уретре, грлиће материце, ждреле или ректума. Може изазвати бол у карлици, бол при мокрењу, прачен гнојним исцедком из пениса и вагине, као и системске симптоме. Такође може изазвати озбиљне репродуктивне компликације.

### Гама протеобактерије

#### Enterobacteriaceae
Од 2013. године, инфекције које се тешко лече или које се не могу лечити као што су болести изазване ентеробактеријама отпорним на карбапенем (ЦРЕ), такође познатим као Enterobacteriaceae које производе карбапенемазу (ЦПЕ), су у порасту међу пацијентима леченим у медицинским установама. ЦРЕ су отпорни на скоро све доступне антибиотике, што има за последицу да скоро половина болничких пацијената који добију ЦРЕ инфекције у крвотоку умиру од ове инфекције. 

##### Klebsiella pneumoniae
Бактерије које производе карбапенемазу као што је Klebsiella pneumoniae, група је нових грам-негативних бацила са високом отпорношћу на лекове који изазивају инфекције повезане са значајним морбидитетом и морталитетом чија инциденција брзо расте у различитим клиничким окружењима широм света.
Klebsiella pneumoniae је идентификована као један од шест водећих патогена за болести повезане са резистенцијом 2019. године (те године је било 642.000 смртних случајева широм света код људи инфекцираних овим патогеном  отпорним на лекове).
Klebsiella pneumoniae укључује бројне механизме резистенције на антибиотике, од којих су многи лоцирани на високо покретним генетским елементима.  Антибиотици из групе карбапенама (до сада често као последње средство за лечење резистентних инфекција) генерално нису ефикасни против организама који производе КЗК.

##### SalmonellaиE. coli
Инфекција ешерихијом коли и салмонелом може бити последица конзумирања контаминиране хране и загађене воде. Обе ове бактерије су добро познате по томе што изазивају болничке инфекције. Често се ови сојеви  налазе у болницама јер су отпорни на антибиотике због прилагођавања широко распрострањеној употреби антибиотика у медицинској пракси.
Када се обе бактерије шире, настају озбиљна здравствена стања. Многи људи бивају хоспитализовани сваке године након што се заразе, а неки од тога умиру. Од 1993. године, неки сојеви ешерихије постали су отпорни на више типова флуорокинолонских антибиотика. Ешерихија је идентификован као један од шест водећих патогена као узрочник смрти повезане са резистенцијом у 2019. године, када је било 829.000 смртних случајева широм света.
Иако сама мутација игра огромну улогу у развоју резистенције на антибиотике, студија из 2008. је открила да се високе стопе преживљавања након излагања антибиотицима не могу објаснити само мутацијом.  Ова студија се фокусирала на развој резистенције код E. coli на три антибиотска лека: ампицилин, тетрациклин и налидиксну киселину. Истраживачи су открили да се резистенција на антибиотике код E. coli развила због епигенетског наслеђа, а не због директног наслеђивања мутираног гена. Ово је додатно поткрепљено подацима који показују да је реверзија на осетљивост на антибиотике такође била релативно честа. Ово би се могло објаснити само епигенетиком. Епигенетика је врста наслеђа у којој се мења експресија гена, а не сам генетски код. Постоји много начина на које може доћи до ове промене експресије гена, укључујући метилацију ДНК и модификацију хистона; међутим, важно је да и наслеђивање насумичних мутација и епигенетски маркери могу резултирати експресијом гена отпорности на антибиотике.
Отпорност на полимиксине се први пут појавила 2011. године. Лакши начин за ширење ове отпорности, плазмид познат као МЦР-1 откривен је 2015. године.

#### Acinetobacter
Acinetobacter је грам-негативна бактерија која изазива упалу плућа или инфекције крвотока код критично болесних пацијената. Acinetobacter отпоран на више лекова је постао веома отпоран на антибиотике.  Acinetobacter baumannii  идентификован је као један од шест водећих узрочника смрти повезаних са резистенцијом у 2019. године (те године је било 423.000 смртних случајева широм света код људи инфекцијом патогенима отпорном на лекове)а.
Дана 5. новембра 2004. године Центри за контролу и превенцију болести (ЦДЦ) пријавили су све већи број инфекција крвотока Acinetobacter baumannii код пацијената у војним медицинским установама у којима су лежали припадници војске повређени у региону Ирака - Кувајта током Операције Ирачка слобода и у Авганистану током Операција Трајна слобода. Већина њих је показала резистенцију на више лекова (МРАБ), са неколико изолата отпорних на све тестиране лекове.

##### Pseudomonas aeruginosa
Pseudomonas aeruginosa је веома распрострањен опортунистички патоген. Идентификован је као један од шест водећих узрочника смрти повезаних са резистенцијом у 2019. години (те године је било 334.000 смртних случајева широм света изазваних инфекцијом овим патогеном отпорном на лекове).
Једна од најзабрињавајућих карактеристика Pseudomonas aeruginosa је његова ниска осетљивост на антибиотике, која се може приписати усаглашеном дејству ефлукс пумпи за више лекова са хромозомски кодираним генима отпорним на антибиотике (нпр mexAB-oprM, mexXY) и ниској пермеабилности бактеријске ћелије.
Pseudomonas aeruginosa има способност да производи 4-хидрокси-2-алкилхинолине (HAQs), за које је откривено да  имају прооксидантне ефекте и прекомерно изражавају умерено повећану осетљивост на антибиотике. Студија која је експериментисала са биофилмом Pseudomonas aeruginosa и открила да је поремећај релА и споТ гена довео до инактивације, док реакције  у ћелијама са ограничењем хранљивих материја,  омогућава да ћелије буду подложније антибиотицима.